# Rajiformes
Los rajiformes o rayiformes (Rajiformes) son un orden de peces cartilaginosos del superorden Batoidea; estrechamente emparentados con los tiburones, comparten con ellos la estructura general del esqueleto, el número y tipo de aletas y la morfología de las hendiduras branquiales; se distinguen por la posición ventral de estas últimas y por la forma aplanada del cuerpo, en el que las aletas pectorales se unen al tronco formando un "disco".

## Características

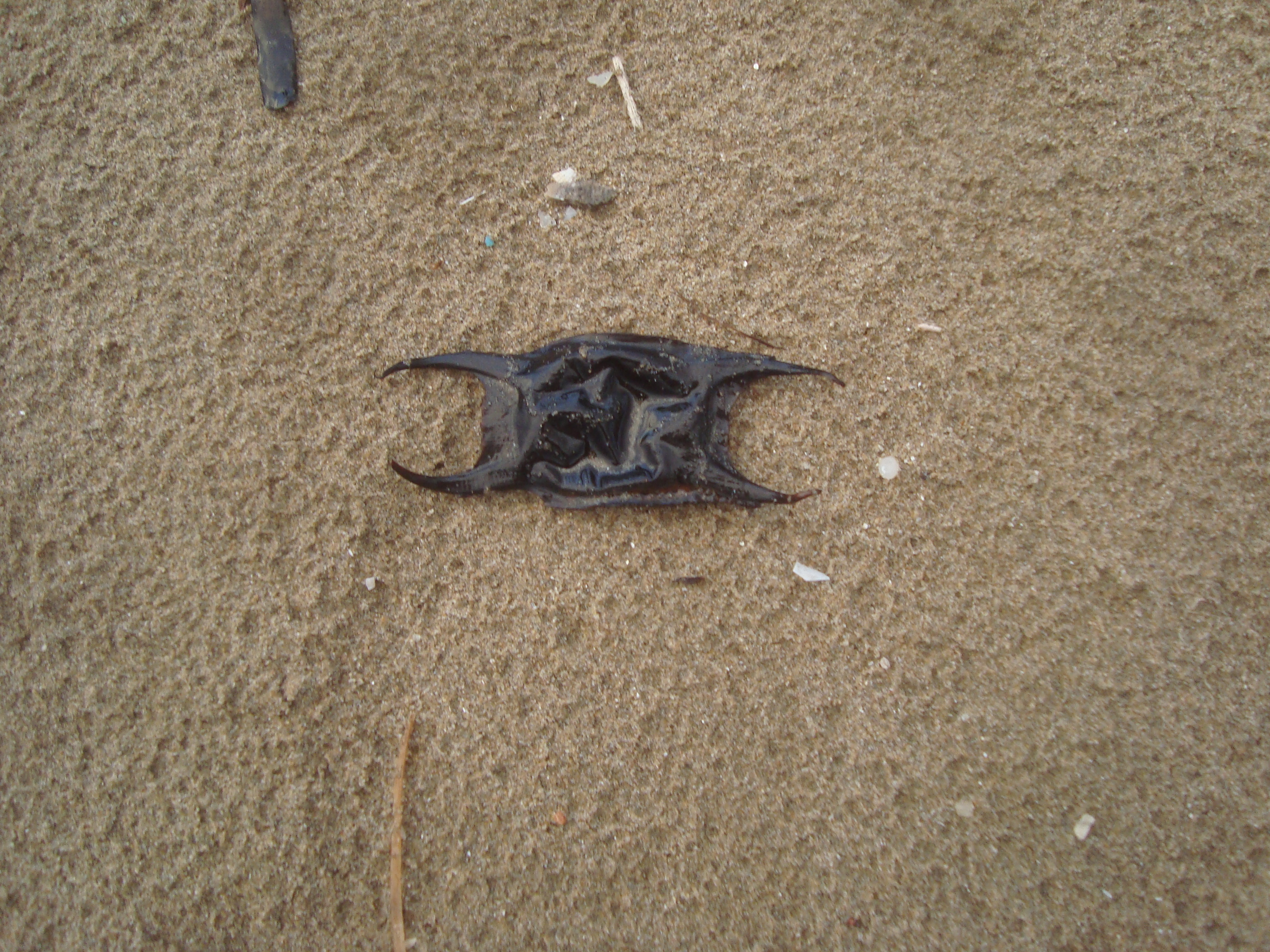
Vaina córnea que sirve para encapsular el huevo de una raya común (Raja clavata).

Hendiduras branquiales ventrales anterior de las aletas pectorales muy ancha y unida a los lados de la cabeza, por delante de las aberturas branquiales; aleta anal ausente; ojos y espiráculos en la superficie dorsal, vértebras anteriores fusionadas; suprascapulares de la cintura escapular unidos dorsalmente por encima de la columna vertebral y articulados con las vértebras fusionadas; membrana nictitante ausente, córnea unida directamente a la piel alrededor de los ojos; cuerpo, en general, muy deprimido, en la mayoría las mandíbulas son proyectables y los dientes aplanados; el agua para respirar ingresa principalmente a través de los espiráculos en vez de por la boca (a excepción de aquellos que no viven en el fondo), la mayoría son vivíparas y dan a luz a crías vivas (algunas ponen huevos envueltos en una cápsula córnea), el hocico puede funcionar como un órgano electrorreceptor (lo que puede ser cierto para todos los elasmobranquios).

## Aguijón venenoso
Sólo dos familias de rayas poseen un aguijón venenoso, ubicado en el primer tercio de la cola. Su punta es sumamente afilada y tiene los lados aserrados y se ha llegado a definir como "un estilete colocado sobre un látigo". El aguijón es reemplazado por otro cada cierto tiempo y eso explica por qué algunas rayas presentan dos o tres aguijones. El veneno es producido por un tejido glandular situado en dos surcos paralelos ubicados detrás del aguijón que suele ser proporcional al tamaño de la raya. En la raya australiana, que llega a medir dos metros de punta a punta de las aletas y pesar 34 kg, el aguijón alcanza 30 cm de longitud. En el caso de los seres humanos el veneno no llega a ser mortal, sin embargo la herida resultante de la picadura puede ser peligrosa, tal vez el caso más conocido sea el de Steve Irwin "el cazador de cocodrilos", quien murió al ser picado por un pez raya en el pecho mientras filmaba un documental para su hija Bindy bajo el mar en Queensland, Australia.

## Descripción
- Alimentación: Crustáceos y moluscos.
- Lugar donde habita: Todos los mares.
- Datos característicos: Forma aplanada, parecida a la de un disco. Cola fina. Boca en la parte inferior del cuerpo.
- Sus características: Por su forma, y hasta por su modo de vivir, las rayas se diferencian grandemente de los demás peces, porque tienen aplanada la cabeza, la parte delantera del cuerpo y el primer par de aletas perfectamente unidas les da un aspecto de discos ovalados.
- Dónde habitan: Hay rayas en casi todos los mares del mundo; son animales marinos por excelencia, aunque excepcionalmente alguna especie penetra en los ríos. Normalmente viven en las proximidades de la costa.

Estos animales nacen cerca del litoral, y a medida que crecen, se van metiendo en aguas más profundas, especialmente, en invierno.
- Cómo cazan: Se echan en el suelo y en ocasiones se entierran en la arena; permanecen inmóviles durante un largo tiempo, así aguardan el paso de una posible presa.
- Sus especies: Entre sus especies hay ejemplares de características notables, siendo de destacar la raya manta, cuyo tamaño alcanza los 5 metros, y la raya torpedo, que posee ciertas células musculares convertidas en órganos eléctricos con los que  produce fuertes sacudidas que inmovilizan a su víctima y en el hombre pueden provocar la pérdida temporal del conocimiento.
- Cómo nadan: Su natación, sumamente lenta, les prohíbe la persecución y les obliga a actuar por la arena.
- Más características: Tienen la boca armada de dientes pequeños, enteramente soldados unos con otros, que actúan a modo de trituradora y resultan sumamente eficaces para romper la costra de los crustáceos y moluscos. En algunas especies, las pequeñas rayas nacen directamente de la madre, otras salen de un huevo con cápsula coriácea que se adhiere a las plantas marinas gracias a una sustancia pegajosa.

Solamente en la parte posterior una fina cola, terminada con una aleta central y dos pequeñas laterales, rompe la monotonía del conjunto. Las hay de tamaños muy diversos y algunas tienen veneno en diversas partes del cuerpo o en la cola, lo que supone un peligro para quienes las capturan.